# Gibraltars parlament
Gibraltars parlament (engelsk: Gibraltar Parliament) er den lovgivende forsamling i det britiske oversøiske territorium Gibraltar. Før 2006 blev det kaldt Gibraltar House of Assembly.

## Funktioner
Da parlamentet blev etableret i 1969, hvor Gibraltars første egen forfatning trådte i kraft. Der er tale om et etkammersystem, hvor der i begyndelsen blev valgt femten parlamentsmedlemmer samt udpeget to medlemmer, heriblandt rigsadvokaten. Man anvendte i begyndelsen betegnelsen "House of Assembly", en betegnelse der generelt blev brugt for parlamenter i britiske områder, når de ikke havde fuld suverænitet. Forfatningen blev i 2006 erstattet af en ny forfatning, som afspejlede en øget selvstændighed for Gibraltar. Med denne forfatning er alle sytten medlemmer af parlamentet nu folkevalgte. 
Valgsystemet i territoriet tillader hver vælger at stemme på op til ti kandidater ved parlamentsvalgene. Der er kun ét valgdistrikt på grund af Gibraltars beskedne størrelse, og de områder, der nævnes i forbindelse med valgene, er blot valgstederne. Alle kandidater stiller derfor op i hele territoriet.
Der anvendes en form for flertalsvalg, hvor hvert parti eller koalition opstiller en liste med ti kandidater og opfordrer sine vælgere til at stemme på alle disse kandidater. Den liste, der opnår flest stemmer, får på den måde som regel valgt alle sine ti kandidater, mens den liste, der opnår næstflest stemmer, får valgt syv af sine kandidater.

## Parlamentsbygningen
Parlamentet har sæde i en bygning, der har udsigt til Main Street og John Mackintosh Square. Bygningen blev opført i 1817 og har tidligere huset Exchange and Commercial Library. I 1951 blev bygningen renoveret og blev sæde for det Lovgivende Råd. Da parlamentet blev oprettet ved forfatningen i 1969, trådte det i stedet for det Lovgivende Råd og overtog dette råds bygning. Det første møde blev åbnet 28. august 1969 af guvernør Varyl Begg.

## Nuværende parlamentsmedlemmer
Listen viser de sytten medlemmer, der blev valgt ind i parlamentet ved valget 21. december 2011 i alfabetisk rækkefølge efter efternavn.
- Balban, Paul John (GSLP)
- Bossano, Joseph John (GSLP)
- Bossino, Damon James (GSD)
- Bruzon, Charles Arthur (GSLP)
- Caruana, Peter Richard (GSD)
- Cortes, John Emmanuel (GSLP)
- Costa, Neil Francis (GLP)
- Elluk-Hammond, Isobel Marie (GSD)
- Feetham, Daniel Anthony (GSD)
- Figueras, Selwyn Matthew (GSD)
- Garcia, Joseph John (GLP)
- Licudi, Gilbert Horace (GSLP)
- Linares, Steven Ernest (GLP)
- Netto, James Joseph (GSD)
- Picardo, Fabian Raymond (GSLP)
- Reyes, Edwin Joseph (GSD)
- Sacramento, Samantha Jane (GSLP)